# Ödön von Horváth

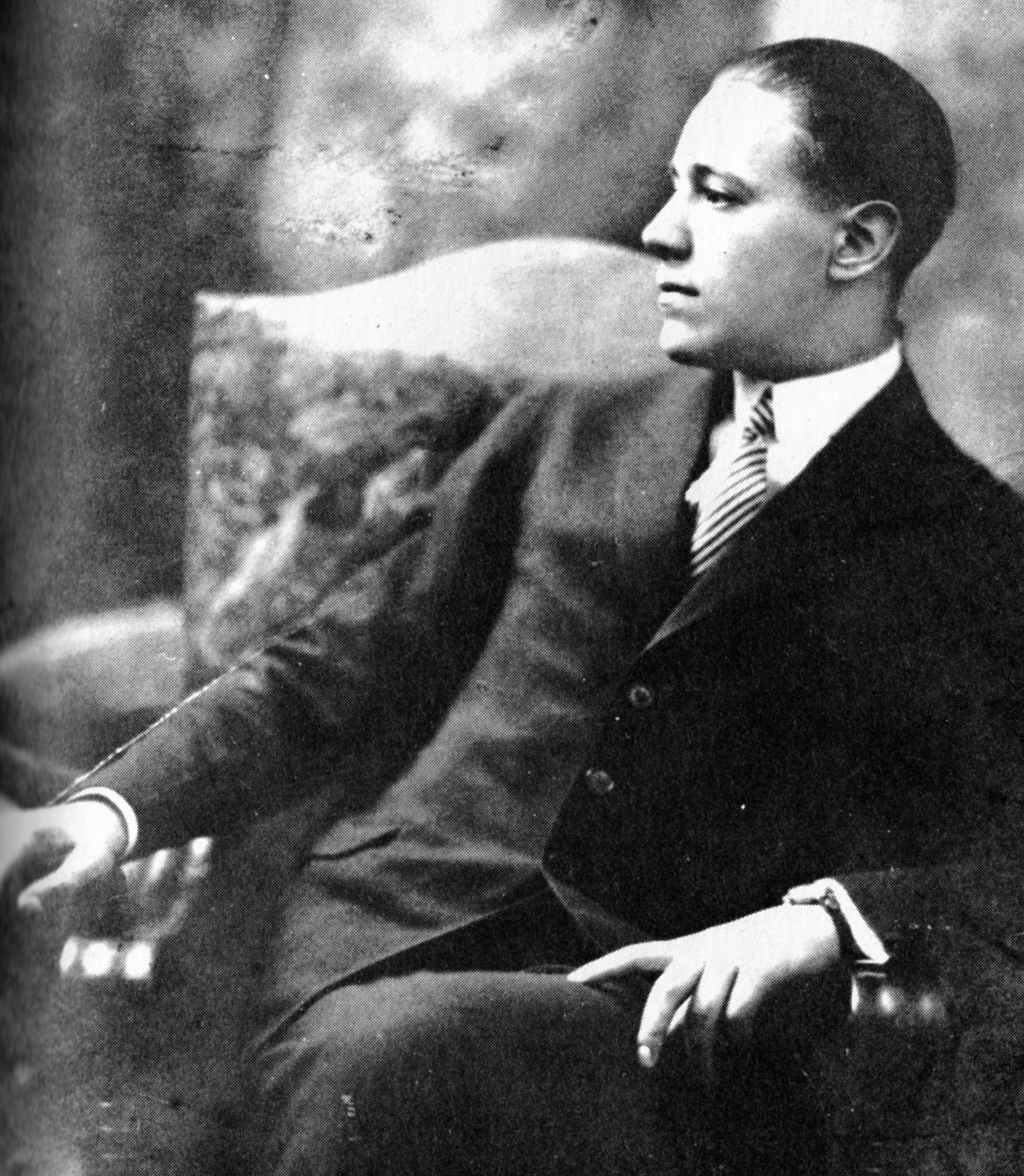
Ödön von Horváth

Ödön von Horváth (Fiume, 9 december 1901 – Parijs, 1 juni 1938) was een Hongaars-Duits schrijver uit de Duitse ballingschapsliteratuur.

## Leven
Horváth was de zoon van een Hongaars diplomaat, en bracht zijn jeugd dus reizend door. Hij was in Kroatië geboren, maar verbleef achtereenvolgens in Belgrado, Boedapest, Wenen en München. Hij studeerde germanistiek in deze laatste stad, maar besloot al snel van de pen te willen leven. Tussen 1926 en 1933 woonde hij hoofdzakelijk te Berlijn, in een steeds ongunstiger wordend klimaat; Horváth was een liberaal, die sterk afkerig stond tegenover het nationalisme. Als progressief schrijver kreeg hij zijn stukken na 1931 niet meer opgevoerd. Het waren volksstukken, geschreven in de post-expressionistische periode, die niet zelden met veel sarcastische humor de bekrompenheid van de Spießbürger, de kleinburgerlijke dorpsmens,
op de korrel namen. 
Horváth was opgegroeid tegen de achtergrond van de Eerste Wereldoorlog, en hij beschouwde zijn generatie als bedorven en ontmenselijkt. Een belangrijk thema in zijn werk is de inflatie, die in de Weimarrepubliek een onoverkomelijk probleem stelde: voor Horváth was inflatie niet enkel een economisch, maar ook, en vooral, een cultureel fenomeen. De personages die hij schildert, citeren uit de grote Duitse traditie - ofschoon Hongaars van afkomst was Duits Horváths moedertaal - en prijzen de klassieke literatuur, maar alles wat ze brabbelen, is een uitgeholde façade: de waarden en idealen van de hoogstaande Duitse cultuur hadden een inflatie doorgemaakt. Horváth maakte dankbaar gebruik van de politieke slagzinnen en de holle retoriek die hij uit de politieke wereld hoorde komen, en maakte er als het ware een ironische collage van. De figuren uit Horváths stukken spreken in slogans.
Met Italienische Nacht en Geschichten aus dem Wienerwald oogstte Horváth veel succes: hij won de Heinrich von Kleist-Preis. Al snel kwam hij in conflict met de censuur; Glaube Liebe Hoffnung mocht niet meer opgevoerd worden. Na de machtsovername door de NSDAP ging Horváth in vrijwillige ballingschap naar Oostenrijk, en reisde gedurende enkele jaren door Europa. Zijn twee late romans, Jugend ohne Gott en Ein Kind unserer Zeit, werden bij uitgeverij Allert de Lange te Amsterdam gepubliceerd; de werken zijn antifascistisch en analyseren de verwildering van de jeugd in nazi-Duitsland. In Duitsland zelf werd Horváth persona non grata. In 1936 werd hij officieel uitgewezen. Zijn boeken werden verbrand en de SA doorzocht zijn verblijfplaats. Desalniettemin ondernam Horváth een poging opgenomen te worden in de officieel aanvaarde schrijverskring van het Derde Rijk, de Reichsverband deutscher Schriftsteller. Het is niet duidelijk of hij echt hoopte toegelaten te worden, in geldnood zat of de nazistische overheid wou provoceren.
Horváths dood is even intrigerend als anekdotisch. Na de Anschluss in 1938 vertrok Horváth node uit Oostenrijk. In Amsterdam droeg een waarzegger hem op naar Parijs te gaan, waar hem „een ingrijpende gebeurtenis“ te wachten stond. Horváth gehoorzaamde, en op de Champs Elysées viel een boom op zijn hoofd, die hem op slag doodde. In zijn binnenzak stak, naast een pornografisch magazine, een reisvisum voor de Verenigde Staten. 
De werken van Ödön von Horváth worden soms met die van Brecht vergeleken; ze tonen daadwerkelijk een soort vervreemding, die, uit maatschappijkritische beweging, de ironie als wapen gebruikt. Ook heeft Horváth, vergelijkbaar met Brechts korte mini-verhaaltjes (Herr Keuner), een aantal korte vertellingen geschreven, die over sport gingen, wat in de 20e-eeuwse samenleving een belangrijk maatschappelijk onderwerp was geworden. Het politieke engagement van Brecht heeft bij Horváth echter veeleer een algemeen-morele ondertoon. Horváth beweerde zelf, dat hij in feite nooit komedies maakte: de humor in zijn stukken is een accurate weergave van de schrijnende absurditeit van de wereld.

## Werken
- 1927 - Revolte auf Côte 3018 (toneel, in 1929 herwerkt tot Die Bergbahn)
- 1927 - Zur schönen Aussicht (toneel)
- 1929 - Sladek der schwarze Reichswehrmann. Historie aus dem Zeitalter der Inflation (toneel)
- 1930 - Der ewige Spießer. Erbaulicher Roman (roman)
- 1930 - Rund um den Kongress (toneel)
- 1931 - Italienische Nacht (toneel)
- 1931 - Geschichten aus dem Wienerwald (toneel)
- 1932 - Kasimir und Karoline (toneel)
- 1932 - Glaube, Liebe, Hoffnung. Ein kleiner Totentanz (toneel)
- 1933 - Die Unbekannte aus der Seine (toneel)
- 1933 - Hin und Her (toneel)
- 1935 - Mit dem Kopf durch die Wand (toneel)
- 1936 - Don Juan kommt aus dem Krieg (toneel)
- 1937 - Jugend ohne Gott (roman)
- 1937 - Ein Kind unserer Zeit (roman)
- 1937 - Figaro läßt sich scheiden (toneel)
- 1937 - Der jüngste Tag (toneel)

### Nederlandse vertalingen
- 1995 - Jeugd zonder God (vertaald door Bram Van Sonderen)
- 2020 - 36 uur. Het verhaal van Agnes Pollinger (vertaald door Sjoerd Bronsgeest)
- 2021 - Een kind van onze tijd (vertaald door Sjoerd Bronsgeest)

- Bibsys: 90080541
- Biblioteca Nacional de España: XX1470496
- Bibliothèque nationale de France: cb11907745f (data)
- Catàleg d'autoritats de noms i títols de Catalunya: 981058516205606706
- CiNii: DA01648156
- Gemeinsame Normdatei: 118553739
- International Standard Name Identifier: 0000 0001 2144 1057
- Library of Congress Control Number: n50030757
- Nationale Bibliotheek van Letland: 000204134
- MusicBrainz: 74f13f6c-4645-4f94-b829-6bf7e3d950a9
- Bibliotheek van het Japanse parlement: 00468561
- Nationale Bibliotheek van Tsjechië: jn19990210282
- Nationale bibliotheek van Australië: 35989218
- Nationale Bibliotheek van Israël: 987007262901205171
- Nationale Bibliotheek van Polen: a0000001208079
- Nationale en Universitaire bibliotheek Zagreb: 000024602
- Nederlandse Thesaurus van Auteursnamen: 068482663
- Réseau des bibliothèques de Suisse occidentale: 02-A003384089
- Istituto Centrale per il Catalogo Unico: RAVV025461
- LIBRIS: 61740
- SNAC: w6zc84qd
- Système universitaire de documentation: 026924676
- Trove: 1175113
- Virtual International Authority File: 95147466
- WorldCat: E39PBJqfHdPcGfbKjXXpwBFVG3